# Lemminkäinen Vallis
La Lemminkäinen Vallis è una struttura geologica della superficie di Plutone.